# Danyang (Jiangsu)
Danyang (丹阳市S, DānyángP) è una città-contea della Cina, situata nella provincia di Jiangsu e amministrata dalla prefettura di Zhenjiang.